# Japon aux Jeux olympiques de 1920
Le Japon participe aux Jeux olympiques d'été de 1920 à Anvers en Belgique.
L'équipe olympique japonaise, composée de 15 sportifs, se classe, avec deux médailles, au dix-septième rang du classement des nations.

## Contexte
Rentré sans médaille des Jeux olympiques d'été de 1912, le Japon s'organise pour mieux figurer aux Jeux olympiques suivants. Prévus pour avoir lieu à Berlin (Allemagne), en 1916, les Jeux olympiques sont annulés à cause de la Première Guerre mondiale.
En cette année 1920, le Japon présente quinze sportifs (la délégation japonaise n'en comptait que deux en 1912) et remporte sa toute première médaille olympique.

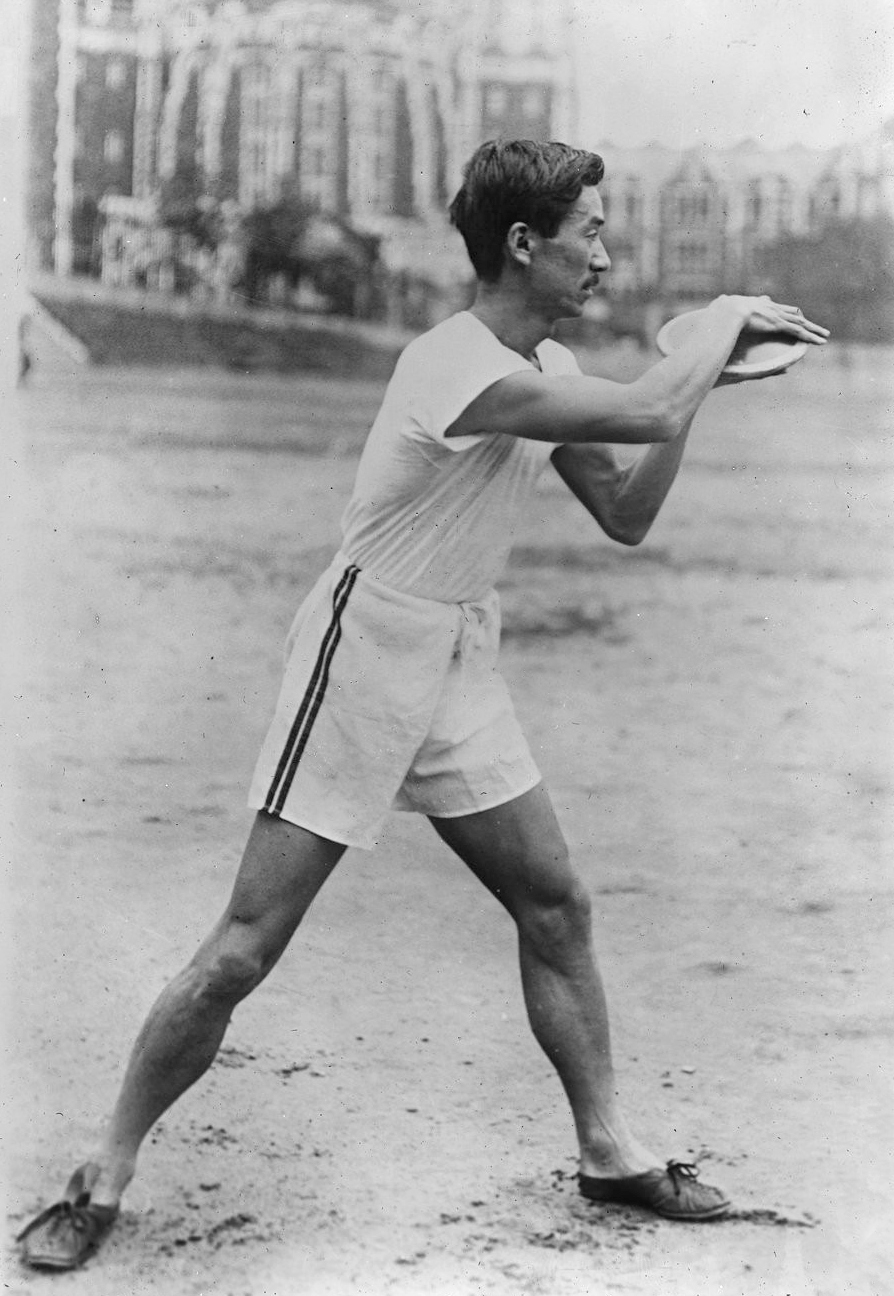
Le décathlonien Gensabulo Noguchi.

## Liste des médaillés japonais

### Médailles d'argent
| Sport                  | Discipline | Sportifs                        | Performance |
| Médailles d'argent : 2 |            |                                 |             |
| Tennis                 | Simple (H) | Ichiya Kumagae                  | Finaliste   |
| Tennis                 | Double (H) | Ichiya Kumagae Seiichiro Kashio | Finalistes  |

## Source de la traduction
- (en) Cet article est partiellement ou en totalité issu de l’article de Wikipédia en anglais intitulé « Japan at the 1920 Summer Olympics » (voir la liste des auteurs).